# Tokoprymno maia
Tokoprymno maia är en korallart som beskrevs av Bayer 1996. Tokoprymno maia ingår i släktet Tokoprymno och familjen Primnoidae.
Artens utbredningsområde är Södra Ishavet. Inga underarter finns listade i Catalogue of Life.